# NGC 3151
NGC 3151 ist eine linsenförmige Galaxie vom Hubble-Typ S0 im Sternbild Kleiner Löwe am Nordsternhimmel. Sie ist schätzungsweise 306 Millionen Lichtjahre von der Milchstraße entfernt und hat einen Durchmesser von etwa 75.000 Lj.

Im selben Himmelsareal befinden sich u. a. die Galaxien NGC 3150, NGC 3159, NGC 3161 und NGC 3163.
Das Objekt wurde am 1. Februar 1886 von Guillaume Bigourdan entdeckt.